# 哈珀鎮區 (阿肯色州克里夫蘭縣)
哈珀鎮區（英語：Harper Township）是位於美國阿肯色州克里夫蘭縣的一個行政鎮區。

## 地方資料
哈珀鎮區的面積為62.94平方千米，當中陸地面積為62.74平方千米，而水域面積為0.20平方千米。根據2010年美國人口普查的數據，當地共有人口538人，而人口密度為每平方千米8.55人。